# Belgiska socialistpartiet
Belgiska socialistpartiet, (fr: Parti Socialiste belge, PSB; ned: Belgische Socialistische Partij, BSP) var ett politiskt parti i Belgien, bildat 1944 som politisk arvtagare till det tidigare Belgiska Arbetarepartiet.
Under 1970-talet tillämpade partiet delat partiledarskap.
Belgiska socialistpartiet delades 1978 i två, ett parti i Flandern och ett i Vallonien:
- Socialistische Partij, sedan 2001 kallat Annorlunda Socialistpartiet (SP.A)
- Parti Socialiste (PS)

## Partiledare
- 1945 - 1959 : Max Buset
- 1959 - 1971 : Leo Collard
- 1971 - 1973 : Jos Van Eynde och Edmond Leburton
- 1973 - 1975 : Jos Van Eynde och André Cools
- 1975 - 1977 : André Cools och Willy Claes
- 1977 - 1978 : André Cools och Karel Van Miert